# Australische gevlekte makreel
De Australische gevlekte makreel (Scomberomorus munroi) is een straalvinnige vis uit de familie van makrelen (Scombridae), orde van baarsachtigen (Perciformes). De vis kan een lengte bereiken van 104 centimeter.

## Leefomgeving
De Australische gevlekte makreel is een zoutwatervis. De vis komt voor in tropische wateren in de Grote Oceaan op een diepte tot 100 meter.

## Relatie tot de mens
De Australische gevlekte makreel is voor de visserij van aanzienlijk commercieel belang. In de hengelsport wordt er weinig op de vis gejaagd.
Voor de mens is deze makreel potentieel gevaarlijk, omdat er meldingen van ciguatera-vergiftiging zijn geweest.